# 不時着
不時着（ふじちゃく、英: forced landing）とは、航空機がエンジン系統または構成品の故障や天候の急変などパイロットが制御できない要因により飛行を継続できなくなって着陸することである。